# Mangal
Mangal fou un petit estat tributari protegit del grup de les muntanyes Simla al Panjab (avui a Himachal Pradesh) amb una superfície de 31 km² i una població de 1060 persones el 1881 i 1.227 habitants el 1901, repartits en 33 pobles. Els governants eren rajputs del clan atri, originaris de Marwar. Antigament fou una dependència de Bilaspur o Kahlur però el 1815, després de l'expulsió dels gurkhes, els britànics el van declarar independent. Produïa gra i opi. Els seus ingressos s'estimaven en 900 rúpies de les quals 72 eren pagades com a tribut al govern britànic.

## Llista de ranes
- Rana BAHADUR SINGH (+1812)
- Ocupació dels gurkhes 1803-1815
- Rana PRITHVI SINGH 1812 (1815)-1844
- Rana JODHA SINGH 1844
- Rana AJIT SINGH 1844-1892
- Rana TILAK SINGH 1892-1920
- Rana SHIV SINGH 1920-?
- Rana RANBIR SINGH ?